# 田口誠治
田口 誠治（たぐち せいじ、1906年（明治39年）3月4日 - 1992年（平成4年）2月25日）は、昭和期の労働運動家、政治家。衆議院議員。

## 経歴
岐阜県郡上郡、のちの白鳥町（現郡上市）で生まれる。1923年（大正12年）岐阜県牛道村農業補修学校を卒業した。
日本通運に入社。全日通労働組合岐阜支部執行委員長、岐阜県労働基準審議会委員、同県職業安定審議会委員、同県地方労働委員、身体障害者雇傭促進地方協議会委員、同県労働組合評議会議長などを務めた。
1960年（昭和35年）11月の第29回衆議院議員総選挙に岐阜県第1区から日本社会党公認で出馬して初当選。次の第30回総選挙でも再選され、衆議院議員に連続2期在任した。この間、社会党院内役員、同国会共闘会議副議長、同公社・公団対策特別委員会事務局長、同内閣部会長、同党岐阜県本部委員長、全日通顧問、同党本部顧問などを務めた。その後、第31回総選挙、1968年（昭和43年）7月の第8回参議院議員通常選挙に岐阜県地方区から立候補したがいずれも落選した。